# ASD Estate '83 Galleria del Tiro
L'Associazione Sportiva Dilettantistica Estate '83 Galleria del Tiro, o Estate '83, è una società sportiva italiana di ginnastica di Lograto.
Agli esordi si chiamava Società Ginnastica Artistica Estate 83.
Compete nelle categorie di ginnastica artistica femminile e Ginnastica per tutti.

## Storia
La società è nata nel 1983, fondata da Vincenzina Manenti (ora Direttore Tecnico), precedentemente allenatrice di ginnastica artistica femminile della Forza e Costanza di Brescia; è tecnico nazionale della FGI, docente di scuola media e professore associato presso la Facoltà di Scienze Motorie dell'Università degli Studi di Brescia.
Nel tempo la Estate '83 è giunta ad avere oltre 400 iscritti, e ha distaccamenti a Travagliato, Coccaglio, Ospitaletto, Torbole Casaglia, Castelcovati, Rodengo-Saiano, Castrezzato, Cazzago San Martino ed Erbusco.
Nel 1995 ha conquistato la prima promozione in Serie A2; nel 2000 è giunta alla Serie A1.
Dopo tre campionati in serie A2 (dal 2010), il 21 aprile 2012 la squadra agonistica ha riconquistato la massima serie. Nel 2012 la società ha anche avviato una collaborazione con la francese Association Sportive et Culturelle Municipale Toulon; le atlete hanno partecipato agli allenamenti e sono riuscite a contribuire alla promozione nella 1ª divisione nazionale francese della squadra di Tolone.
La stagione A1 2014 termina con la squadra logratese all'ultimo posto, che pertanto viene retrocessa in A2.

## Società e impianti di allenamento
Il settore tecnico è costituito dai pietroburghesi Georgy e Tamara Yudenko, nonché da un gruppo di ex ginnaste abilitate dalla Federazione Regionale, tra cui Lia Parolari.
Nel 2008 è stata realizzata la nuova palestra di Lograto, con grande sforzo finanziario date le scarse risorse societarie, con l'obiettivo di dare continuità e permettere un salto di qualità alla componente agonistica. La palestra di Travagliato invece ospita la ginnastica di base.

## Le atlete
Le atlete della prima squadra negli ultimi anni sono state Alessia Bruno, Alessia Peli, Arianna Gazza, Camilla Romano, Camilla Tomasoni, Chiara Ossoli, Deborah Martinazzi, Francesca Facchinetti, Giada Bara, Giada Gavazzeni, Giada Manera, Laura Verzeletti, Martina Colosio, Michela Saccani, Nicole Cartella, Nicole Danesi, Rebecca Dotti, Susanna Rota, Veronica Fracassi, Veronica Stefini, Nicole Terlenghi; quest'ultima è ora membro della squadra nazionale italiana.
Lia Parolari è stata fino ad ora l'atleta di maggiore successo della Estate '83; dal 2012 fa parte dello staff tecnico della società. Ha conquistato la medaglia d'oro agli Europei 2006 di Volos, ha partecipato al Campionati del Mondo di Stoccarda (2007) ed infine alle Olimpiadi di Pechino 2008.